# Yauma
El Yauma és una llengua bantu que es parla a Angola i Zàmbia que es considera un dialecte del mbunda. El Yauma es parla al sud-est d'Angola, a la zona del riu Cuando, a la província de Cuando Cubango. A Zàmbia hi ha 5.100 parlants de yauma a la zona del riu Cuando, a l'extrem sud-oest de la Província de l'Oest.

## Família lingüística
Forma part de les llengües Chokwe-Luchazis que són llengües bantus del grup K, juntament amb el chokwe, luvale, mbunda, nyengo, el luimbi, el nkangala, el mbwela, nyemba i el lucazi. Totes elles són llengües bantus centrals.

## Sociolingüística i ús de la llengua
A Angola el yauma gaudeix d'un ús vigorós (6a), no existeix en forma estàndard però és utilitzada per persones de totes les generacions. Existeixen fragments de la Bíblia que hi estan traduïts (1978) i s'escriu en alfabet llatí. Segons l'ethnologue existeixen plans per a desenvolupar la gramàtica del yauma.
A Zàmbia, el yauma està amenaçat (6b) i és parlat per 5.100 persones.